# Gösta Holmér
Gustaf Rickard Mikael (Gösta) Holmér (Djursdala, 23 september 1891 – Stockholm, 22 april 1983) was een Zweedse sprinter en meerkamper. Hij nam tweemaal deel aan de Olympische Spelen en won hierbij eenmaal een bronzen medaille. Als trainer ontwikkelde hij de fartlek trainingsmethode.

## Loopbaan

### Brons in Stockholm
Op de Olympische Spelen van 1912 in Stockholm nam Holmér deel aan zowel de vijf- als de tienkamp. Het eerste meerkamponderdeel bracht hij niet tot een goed einde en moest hij zelfs voortijdig afbreken. Op de tienkamp, die een week later plaatsvond en was uitgesmeerd over drie dagen, revancheerde hij zich echter en wist hij brons uit het vuur te slepen. Hierdoor werd het een compleet Zweeds erepodium, want zijn landgenoten Hugo Wieslander, de regerende wereldrecordhouder, en Charles Lomberg werden respectievelijk één en twee.
Overigens torende aanvankelijk één man hoog boven dit Zweedse drietal uit: de Indiaanse Amerikaan Jim Thorpe, die het wereldrecord van Wieslander (7244 punten) in Stockholm verpulverde en er 8412 punten van maakte. Nadat Thorpe in 1913 er echter van was beschuldigd, dat hij zich in een eerder deel van zijn sportieve loopbaan als honkballer had laten betalen, nam het IOC hem zijn titels, records en medailles weer af.

### Buiten de prijzen
Acht jaar later was Holmér er in Antwerpen wederom bij. Ditmaal beperkte hij zich tot de tienkamp, waarop hij nu niet alleen opnieuw twee landgenoten (Helge Lövland; eerste met 6804,35 p en Bertil Ohlson; derde met 6579,80 p) voor zich moest dulden, maar ook de Amerikaan Brutus Hamilton, die tweede werd met 6770,86 p.
Holmér, die bovendien in totaal tien Zweedse titels op zijn naam schreef, werd later een beroemde trainer.

## Titels
- Zweeds kampioen 110 m horden - 1913
- Zweeds kampioen vijfkamp - 1912, 1913, 1915, 1917, 1920
- Zweeds kampioen tienkamp - 1913, 1917, 1918, 1919

## Persoonlijke records
| Onderdeel    | Prestatie | Jaar |
| ------------ | --------- | ---- |
| 110 m horden | 15,8 s    | 1914 |
| hoogspringen | 1,85 s    | 1917 |
| tienkamp     | 5889 p    | 1919 |

## Palmares

### 110 m horden
- 1913:  Zweedse kamp. - 16,2 s
- 1917:  Zweedse kamp.
- 1920:  Zweedse kamp.

### vijfkamp
- 1912:  Zweedse kamp. - 7 p
- 1912: DNF OS
- 1913:  Zweedse kamp. - 10 p
- 1915:  Zweedse kamp. - 12 p
- 1917:  Zweedse kamp. - 14 p
- 1918:  Zweedse kamp.
- 1920:  Zweedse kamp. - 3715,380 p

### tienkamp
- 1912:  OS - 7347,855 p (5956 p vlgns 1964 telling)
- 1913:  Zweedse kamp. - 7222,08 p
- 1917:  Zweedse kamp. - 6973,845 p
- 1918:  Zweedse kamp. - 6941,25 p
- 1919:  Zweedse kamp. - 7599,695 p
- 1920: 4e OS 6533,15 p (5768 p vlgns 1964 telling)

- Bibsys: 90061143
- International Standard Name Identifier: 0000 0000 6426 1139
- LIBRIS: 61506
- Virtual International Authority File: 19655100